# Steve Mandanda
Steve Mandanda (Kinshasa, RD Congo, 28 de març de 1985), és un futbolista professional francès. Actualment juga a l'Stade Rennais F.C. de la Ligue 1 com a Porter amb el dorsal 30. Mandanda ha estat internacional amb selecció de futbol de França en més de vint ocasions d'ençà que hi debutés l'any 2008.

## Palmarès
Olympique Marseille
- 1 Ligue 1: 2009-10.

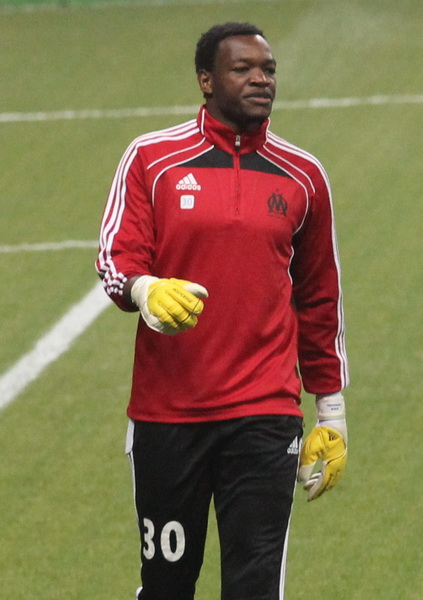
Mandanda jugant al Marseille el 2010.

- 3 Copa de la lliga francesa: 2009-10, 2010-11, 2011-12.
- 2 Supercopa francesa: 2010, 2011.

Selecció Francesa
- 1 Copa del Món: 2018.